# Pelliot
PELLIOT（ペリオ）は、中国のアウトドアブランドであり、2012年に中国北京市で設立された。革新的なデザインと機能性を重視したアウトドア用品を展開し、新世代のアウトドアライフスタイルをリードすることを目指している。

## 概要
PELLIOTは、ハイキング、登山、キャンプ、レクリエーションなどのアウトドア活動に適した製品を開発しており、「PERFORMANCE」「MOUNTAIN」「CLASSIC」「TRAINING」などの製品ラインを展開している。また、同社は独自の「PT-CHINA新自然科学技術プラットフォーム」を構築し、技術革新を推進している。

### ブランド名の由来
PELLIOTのブランド名は、フランスの東洋学者で中央アジアの探検家であるポール・ユジェーヌ・ペリオ（Paul Eugène Pelliot）に由来しており、彼は敦煌文献をフランスに持ち帰った人物である。中国名は「伯希和」（ボー・シーヘー）である。

### スローガン
PELLIOTのスローガンは「WELCOME TO NATURE」であり、アウトドアでの自然との融合を象徴している。

## 技術提携と受賞歴
PELLIOTは、POLARTEC、EVENT、CORDURA、PRIMALOFT、DERMIZAX、VIBRAM、POLYGIENE、RECCOなどの世界的なアウトドアテクノロジー企業と提携し、高機能なアウトドア用品の開発に取り組んでいる。その製品は、「ASIA OUTDOOR INDUSTRY AWARD SILVER WINNER（アジアアウトドア産業賞シルバーメダル）」や「OUTSIDE中国アウトドア装備賞」、「ASIA OUTDOOR GEAR AWARDSギア大賞」など、複数の業界賞を受賞している。

## 研究・教育との連携
PELLIOTは、中国の大学におけるアウトドアスポーツの研究と発展を支援しており、以下のような取り組みを行っている。
- 清華大学登山隊、北京大学登山隊などおよびアウトドア協会に対し、公式なアウトドア装備品サプライヤーとして支援を提供。
- 東華大学と共同で、中国アウトドア業界初の「機能素材研究開発教育実践イノベーション基地」を設立。

## 国際展示会への参加
PELLIOTは、2024年9月に開催された「London Fashion Week 2024」に参加し、アウトドアとファッションを融合させた最新のコレクションを発表した。また、「ISPO Beijing 2025」にも出展し、最新のアウトドア製品と技術を紹介した。

## 現在の状況
- 2024年現在、中国には100店舗以上のPelliot直営店がある。
- 2025年に新たに発表された「THE LIMIT SERIES」は、8000メートル以上の高度でのプロフェッショナルな登山を目的とした製品群である。

## 日本市場への展開
PELLIOTは、日本市場への進出を進めており、PELLIOT公式オンラインストアを開設し、実店舗の展開も計画している。また、日本のアウトドア市場においてブランドの認知度を向上させるため、様々なプロモーション活動を実施している。